# Лопатинец
Лопатинец је насељено место и седиште општине Свети Јурај на Брегу у Међимурској жупанији, Хрватска. До територијалне реорганизације у Хрватској налазио се у саставу старе општине Чаковец.

## Становништво
На попису становништва 2011. године, Лопатинец је имао 915 становника.

## Попис1991.
На попису становништва 1991. године, насељено место Лопатинец је имало 868 становника, следећег националног састава:
| Попис 1991.‍  | Попис 1991.‍  | Попис 1991.‍ | Попис 1991.‍ | Попис 1991.‍ |
| ------------ | ------------ | ----------- | ----------- | ----------- |
|              |              |             |             |             |
| Хрвати       | Хрвати       |             | 849         | 97,81%      |
| Словенци     | Словенци     |             | 3           | 0,34%       |
| Југословени  | Југословени  |             | 2           | 0,23%       |
| Срби         | Срби         |             | 1           | 0,11%       |
| неопредељени | неопредељени |             | 8           | 0,92%       |
| непознато    | непознато    |             | 5           | 0,57%       |
| укупно: 868  |              |             |             |             |